# David Felder
Pour les articles homonymes, voir Felder.
David Felder, né le 27 novembre 1953, est un compositeur de musique contemporaine instrumentale américain. Il a enseigné la composition à l'Université de Buffalo (New York). Il organise aussi le festival de musique June in Buffalo.